# Poliuto
Poliuto è un'opera di Gaetano Donizetti, su libretto di Salvadore Cammarano.

## Storia delle rappresentazioni
L'opera doveva essere rappresentata nel 1838 al Teatro San Carlo, ma la censura borbonica si oppose alla rappresentazione di una tematica sacra in un luogo considerato profano come il teatro: persino il re si mosse per annullare la "prima" dopo la prova generale del 12 agosto con Giuseppina Ronzi de Begnis, Adolphe Nourrit e Paul Barroilhet.
L'opera dovette essere riveduta e corretta, e debuttò successivamente all'Opéra di Parigi in versione francese, con il titolo Les Martyrs (10 aprile 1840). Dopo la morte di Donizetti, l'opera fu eseguita in italiano per la prima volta al San Carlo il 30 novembre 1848 nella revisione ritmica di Eugène Scribe tradotta da Callisto Bassi con Eugenia Tadolini e Filippo Colini, ottenendo un buon successo. Nota è la produzione del 1960 al Teatro alla Scala, con Maria Callas (Paolina), Franco Corelli (Poliuto), Ettore Bastianini (Severo), Nicola Zaccaria (Callistene) e Piero De Palma (Nearco) diretto da Antonino Votto.

### Cast delle prime rappresentazioni
| Personaggio (Les martyrs in parentesi)  | Interprete (Les martyrs), 10 aprile 1840 | Interprete (Poliuto) 30 novembre 1848 |
| --------------------------------------- | ---------------------------------------- | ------------------------------------- |
| Poliuto (Polyeucte)                     | Gilbert-Louis Duprez                     | Carlo Baucardé                        |
| Paolina (Pauline)                       | Julie Dorus-Gras                         | Eugenia Tadolini                      |
| Severo (Sévère)                         | Jean-Étienne Massol                      | Filippo Colini                        |
| Felice (Félix)                          | Prosper Dérivis                          | Anafesto Rossi                        |
| Callistene (Callisthènes)               | Jacques-Émile Serda                      | Marco Arati                           |
| Nearco (Néarque)                        | Pierre-François Wartel                   | Domenico Ceci                         |
| Un cristiano                            | Molinier                                 |                                       |
| Secondo cristiano (solo in Les martyrs) | Wideman                                  |                                       |

## Trama

Libretto edizioni Barion

### Atto I
Il battesimo
A Melitene, in una grotta, i cristiani si apprestano a battezzare Poliuto, magistrato. Nearco, capo della comunità cristiana, lo introduce nella caverna, mentre Paolina, sposa di Poliuto, li segue di nascosto. La donna teme che il marito si sia convertito al Cristianesimo, soprattutto ora che l'imperatore Decio ha cambiato la legge stabilendo la pena di morte per tutti coloro che hanno abbracciato il culto proibito. Lo stesso Poliuto conferma alla moglie di aver abbracciato la fede cristiana. A turbare Paolina c'è anche il ritorno in patria del proconsole Severo, suo antico amante e da lei creduto morto. Severo infatti ama ancora Paolina e come viene a sapere del suo matrimonio con Poliuto ne rimane avvilito.

### Atto II
Il Neofita
Per vendicarsi di Paolina, che l'aveva respinto, il gran sacerdote di Giove, Callistene, organizza nella casa di Felice un incontro tra Paolina e Severo, dopo aver fatto credere a lui che la donna lo ama ancora. Severo conferma a Paolina il suo amore, ella è combattuta, ma non cede. Intanto, condotto dal perfido Callistene, giunge Poliuto che riesce ad ascoltare le ultime parole dell'incontro tra Paolina e Severo, convincendosi del tradimento della moglie. Poliuto giura vendetta, ma, alla notizia dell'arresto di Nearco, sceglie di confessare la sua fede cristiana e morire. Durante l'interrogatorio Nearco rifiuta di fare il nome del neofita, anche sotto la minaccia di tortura. Poliuto allora compare e rivela che lui stesso è il neofita. Paolina supplica Callistene, Felice e Severo di non arrestarlo e condannarlo, ma Poliuto sdegnato rovescia l'ara del Nume maledicendo questo e la moglie.

### Atto III
Il martirio
Nel bosco sacro di Giove, Callistene annuncia ai sacerdoti che i cristiani si sono consegnati per essere martirizzati con Poliuto e Nearco e li invita a mischiarsi tra la folla per incitarla alla strage, qualora Paolina convinca Severo a risparmiare i condannati per salvare il marito. La donna intanto si reca al carcere e confessa a Poliuto di aver amato Severo in passato, ma nega il tradimento e chiede al marito chi lo abbia indotto a sospettare il contrario. Poliuto fa il nome di Callistene e Paolina rivela che l'empio sacerdote da lei rifiutato ha voluto punirla. Poliuto a questo punto si riconcilia con la moglie che lo prega di abiurare in cambio della vita, ma egli non può rinnegare Dio. Colpita dalla sua fermezza, ella decide allora di convertirsi. Infine, ignorando le suppliche di Severo, Paolina si avvia al supplizio assieme a Poliuto. Callistene esulta per la vendetta compiuta.

## Struttura musicale

### Poliuto
- Sinfonia

#### Atto I
- N. 1 - Introduzione, Scena e Preghiera di Poliuto Scendiam...Silenzio... - Tu sei commosso! - D'un'alma troppo fervida (Coro, Nearco, Poliuto)
- N. 2 - Scena e Cavatina di Paolina Ove m'inoltro?... - Infiamma quest'alma, o spirto di dio - Di quai soavi lagrime (Paolina, Nearco, Coro, Poliuto)
- N. 3 - Coro, Scena e Cavatina di Severo Plausi all'inclito Severo - Decio, signor del mondo - Di tua beltade immagine (Coro, Severo, Callistene, Felice, Poliuto)

#### Atto II
- N. 4 - Scena e Duetto fra Severo e Paolina Donna...Che!...Possenti numi! - Il più lieto dei viventi - Quest'alma è troppo debole
- N. 5 - Scena ed Aria di Poliuto Veleno è l'aura ch'io respiro! - Ah! Non posso...egli era un dio (Poliuto, Cristiano)
- N. 6 - Coro Celeste un'aura (Coro, Callistene)
- N. 7 - Finale II Ti può quel reo silenzio - La sacrilega parola - Morire in pace mi lascia ormai (Callistene, Coro, Severo, Nearco, Paolina, Poliuto, Felice)

#### Atto III
- N. 8 - Coro, Scena ed Aria di Callistene Vieni, vieni...al circo andiamo... - Ecco il sommo pontefice - Alimento alla fiamma si porga (Coro, Callistene)
- N. 9 - Recitativo e Duetto fra Poliuto e Paolina Donna...Malvagio... - Ah! Fuggi da morte orribil cotanto
- N. 10 - Coro, Scena e Finale III Alle fiere chi oltraggia gli dei - Giove crudel, famelico (Coro, Severo, Poliuto, Paolina, Callistene)

### Les martyrs
- Ouverture

#### Atto I
- N. 1 - Introduzione e Cavatina di Polyeucte Marchons sans crainte - Que l'onde salutaire (Coro, Nearque, Polyeucte)
- N. 2 - Inno a Proserpina e Cavatina di Pauline Jeune souveraine - Qu'ici la main glacée (Coro, Pauline)
- N. 3 - Finale I O toi, notre pere - Imprudente! Temeraire! (Coro, Polyeucte, Pauline, Nearque, Cristiano)

#### Atto II
- N. 4 - Cavatina di Felix Dieux des Romains, dieux tutelaires (Felix, Pauline, Coro)
- N. 5 - Aria di Pauline Severe existe!... Un dieu sauveur
- N. 6 - Coro e Cavatina di Severe Gloire a vous, Mars et Bellonne! - Amour de mon jeune age (Coro, Severe, Felix, Pauline, Polyeucte, Callistenes)
- N. 7 - Finale II Dieu puissant qui vois mon zele (Polyeucte, Pauline, Severe, Nearque, Coro, Callisthenes, Felix)

#### Atto III
- N. 8 - Duetto fra Severe e Pauline En touchant a ce rivage
- N. 9 - Aria di Polyeucte Mon seul tresor, mon bien supreme (Polyeucte, Felix, Pauline)
- N. 10 - Inno a Giove, Coro e Finale III Dieu du tonnerre - Ta main couronne - Quoi! des dieux la voix sainte (Coro, Severe, Callisthenes, Felix, Pauline, Polyeucte, Nearque)

#### Atto IV
- N. 11 - Terzetto fra Pauline, Severe e Felix Le peuple s'indigne et murmure
- N. 12 - Duetto fra Pauline e Polyeucte Pour toi, ma priere
- N. 13 - Finale Ultimo Il nous faut des jeux et des fetes (Coro, Callisthenes, Severe, Felix, Polyeucte, Pauline)

## Discografia

### Poliuto, 1838
| Anno | Cast (Poliuto, Paolina, Severo, Callistene, Nearco)                                         | Direttore            | Etichetta |
| ---- | ------------------------------------------------------------------------------------------- | -------------------- | --------- |
| 1960 | Franco Corelli, Maria Callas, Ettore Bastianini, Nicola Zaccaria, Piero De Palma            | Antonino Votto       | EMI       |
| 1986 | José Carreras, Katia Ricciarelli, Juan Pons, László Polgár, Paolo Gavanelli                 | Oleg Caetani         | CBS       |
| 1989 | Nicola Martinucci, Elizabeth Connell, Renato Bruson, Franco Federici, Angelo Degl'Innocenti | Jan Latham-Koenig    | Nuova Era |
| 1993 | José Sempere, Denia Mazzola, Simone Alaimo, Ildebrando D'Arcangelo, Ezio Di Cesare          | Gianandrea Gavazzeni | Ricordi   |

### Les martyrs, 1840
| Anno | Cast (Polyeucte, Pauline, Sévère, Félix, Callisthènes, Néarque)                                         | Direttore          | Etichetta    |
| ---- | --- | ------------------ | ------------ |
| 1975 | Mario Di Felici, Leyla Gencer, Renato Bruson, Luigi Roni, Vincenzo Sagona, Renato Cazzaniga             | Adolfo Camozzo     | Mýto         |
| 1978 | Ottavio Garaventa, Leyla Gencer, Renato Bruson, Ferruccio Furlanetto, Franco Signor, Oslavio Di Credico | Gianluigi Gelmetti | Mondo Musica |
| 2014 | Michael Spyres, Joyce El-Khoury, David Kempster, Brindley Sherratt, Clive Bailey, Wynne Evans           | Mark Elder         | Opera Rara   |